# Jeff Nichols
Jeff Nichols (Little Rock, 7 de dezembro de 1978) é um cineasta e roteirista estadunidense. Graduado na Universidade da Carolina do Norte, venceu o Urso de Ouro pelo filme Midnight Special em 2016.

## Filmografia
| Ano  | Filme               | Creditado como | Creditado como | Creditado como |
| Ano  | Filme               | Diretor        | Escritor       | Produtor       |
| ---- | ------------------- | -------------- | -------------- | -------------- |
| 2007 | Shotgun Stories     | Sim            | Sim            | Sim            |
| 2011 | Take Shelter        | Sim            | Sim            |                |
| 2012 | Mud                 | Sim            | Sim            |                |
| 2016 | Midnight Special    | Sim            | Sim            |                |
| 2016 | Loving              | Sim            | Sim            |                |
| 2016 | In the Radiant City |                |                | Sim            |